# Alexander Urbom
Alexander Urbom (* 20. Dezember 1990 in Stockholm) ist ein ehemaliger schwedischer Eishockeyspieler, der im Verlauf seiner aktiven Karriere zwischen 2007 und 2021 unter anderem annähernd 250 Spiele für Djurgårdens IF und den Skellefteå AIK in der Svenska Hockeyligan (SHL) auf der Position des Verteidigers bestritten hat. Darüber hinaus absolvierte Urbom weitere 228 Partien in der American Hockey League (AHL) und stand in 34 Begegnungen für die New Jersey Devils sowie Washington Capitals in der National Hockey League (NHL) auf dem Eis.

## Karriere

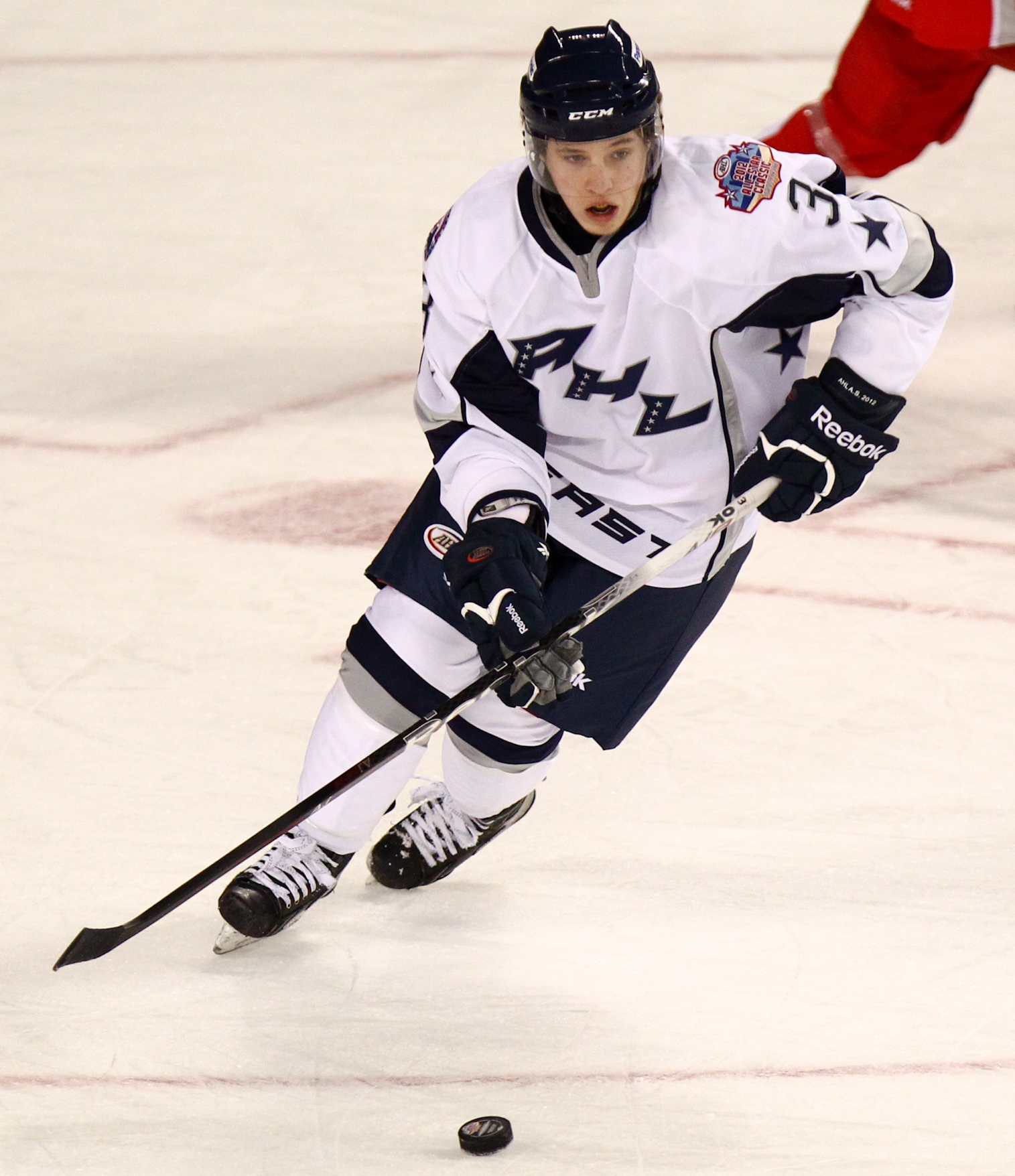
Urbom beim AHL All-Star Classic 2012

Alexander Urbom begann seine Karriere als Eishockeyspieler in seiner Heimatstadt in der Nachwuchsabteilung des Djurgårdens IF, für dessen Profimannschaft er in der Saison 2008/09 sein Debüt in der Elitserien gab. In seinem Rookiejahr blieb er Verteidiger in 28 Spielen punktlos und erhielt zwei Strafminuten. Anschließend wurde der Verteidiger im NHL Entry Draft 2009 in der dritten Runde als insgesamt 73. Spieler von den New Jersey Devils aus der National Hockey League (NHL) ausgewählt.
Zunächst verbrachte der Schwede jedoch eine Spielzeit bei den Brandon Wheat Kings in der kanadischen Juniorenliga Western Hockey League (WHL), ehe er in der Saison 2010/11 erstmals für die New Jersey Devils in der NHL auf dem Eis stand. Parallel spielte er ab der Saison 2010/11 für deren Farmteam Albany Devils in der American Hockey League (AHL). Zu Beginn der Saison 2013/14 wurde Urbom von New Jersey auf den Waiver gesetzt. Im Oktober 2013 verpflichteten ihn daraufhin die Washington Capitals. Dort konnte er sich – im Gegensatz zu seiner Zeit bei den Devils – einen Stammplatz im NHL-Kader erkämpfen. Im Januar 2014 wurde er über den Waiver zu den Devils zurück transferiert, spielte jedoch bis zum Ende der Saison erneut lediglich beim Farmteam in Albany. 
Im Sommer 2014 kehrte Urbom nach Europa zurück und schloss sich dem russischen Klub Sewerstal Tscherepowez aus der Kontinentalen Hockey-Liga (KHL) an. Zur Spielzeit 2015/16 wechselte der Abwehrspieler in seine schwedische Heimat und unterschrieb einen Vertrag beim Skellefteå AIK aus der Svenska Hockeyligan (SHL). Mit dem Klub wurde er am Saisonende Vizemeister. Vor seinem zweiten Vertragsjahr dort wurde Urbom an seinen Heimatverein Djurgårdens IF ausgeliehen und später fest verpflichtet.
Nach insgesamt drei Jahren bei Djurgården und dem erneuten Erreichen der Vizemeisterschaft unterschrieb Urbom im Mai 2019 einen Einjahresvertrag bei der Düsseldorfer EG aus der Deutschen Eishockey Liga (DEL). Nach der Saison 2019/20 konnte er sich mit der DEG nicht auf eine Vertragsverlängerung einigen und verließ den Klub. Erst im Februar 2021 erhielt er einen Vertrag beim EC Red Bull Salzburg aus der ICE Hockey League, kam aber nur auf zwei Scorerpunkte in 15 Spielen und erhielt daher ebenfalls keinen neuen Vertrag. Anschließend beendete der 30-Jährige seine aktive Karriere.

## Erfolge und Auszeichnungen
- 2008 Schwedischer U18-Juniorenmeister mit Djurgårdens IF
- 2012 Teilnahme am AHL All-Star Classic
- 2016 Schwedischer Vizemeister mit dem Skellefteå AIK
- 2019 Schwedischer Vizemeister mit Djurgårdens IF

## Karrierestatistik
(Legende zur Spielerstatistik: Sp oder GP = absolvierte Spiele; T oder G = erzielte Tore; V oder A = erzielte Assists; Pkt oder Pts = erzielte Scorerpunkte; SM oder PIM = erhaltene Strafminuten; +/− = Plus/Minus-Bilanz; PP = erzielte Überzahltore; SH = erzielte Unterzahltore; GW = erzielte Siegtore; 1 Play-downs/Relegation; Kursiv: Statistik nicht vollständig)